# Quirinux
Quirinux es un sistema operativo de código abierto para computadoras. Es una distribución de GNU/Linux basada en la arquitectura de Debian. y Devuan. Aunque existen otras derivadas dedicadas a la creación multimedia, se trata de la primera que fue diseñada específicamente para los realizadores de cine animado.
Nace en Argentina, en IDAC, a raíz de las inquietudes de los alumnos y con intención de implementarse en dicho establecimiento, donde llega a utilizarse y es presentado en el Festival de Animación Cartón, celebrado en el Edificio Leonardo Favio, sede del instituto en la Ciudad de Avellaneda, Buenos Aires. Antes, fue exhibido en el Festival Latinoamericano de Instalación de Software Libre y en el Club de Software Libre.
Actualmente funciona sobre procesadores de AMD o Intel de 64 bits.

## Objetivos
El objetivo de esta distribución, en palabras de su creador, es "proponer un nuevo estándar para la creación audiovisual que sea libre y de código abierto" y nace como respuesta a los costosos modelos actuales de suscripción y la creciente necesidad de adopción de herramientas de software multimedia compatibles con hardware de bajos recursos en escuelas e institutos de enseñanza de la Provincia de Buenos Aires.
La finalidad no es que la distribución sea gratuita, sino libre, según explica su desarrollador: 
| «Quirinux no nace en verdad como una alternativa, sino como una OPCIÓN. Hoy podemos optar entre trabajar con programas informáticos que respetan o no nuestros derechos. Quirinux es un sistema operativo liberado bajo licencia GPL y esto significa que pertenece al grupo de los que sí respetan nuestros derechos: podemos usar Quirinux, modificarlo, redistribuirlo y hasta venderlo, el código está publicado en diversos portales como Gihub y Gitlab y de esta forma las personas usuarias pueden asegurarse que los programas que hago y aquellos que incluyo hacen lo que dicen hacer.".» —Charlie Martínez, desarrollador de la distribución |

## Enfoque del software
Quirinux está pensado para facilitar la transición a usuarios que provienen de otros sistemas operativos y aplicaciones populares en el área. Trae, a su vez, plantillas específicamente diseñadas y programadas que pueden ser utilizadas dentro de la suite de ofimática que incluye (LibreOffice), además de las fuentes tipográficas más utilizadas en general por las alternativas comerciales. Uno de los objetivos de Quirinux alentar a la utilización de software libre en actividades donde es poco frecuente encontrarlo, a la vez que aspira a funcionar en la mayor cantidad de hardware posible, en especial aquellos dispositivos que son utilizados por los realizadores de cine animado.
Al igual que otras distribuciones basadas en Debian, como Ubuntu ó Linux Mint, Quirinux cuenta con su propio repositorio oficial conformado por paquetes .deb que recopilan aplicaciones que sirven para la realización de cine animado y que no están disponibles en los repositorios oficiales de ninguna otra distribución (aunque se pueden encontrar en otros formatos como flatpak, snap y appimage). Estos programas empaquetados por Quirinux quedan disponibles para la comunidad de usuarios de otras distribuciones basadas en Debian y Devuan por ser compatibles con las mismas.

## El nombre
El nombre Quirinux surge de la fusión fusión entre "Quirino" y "Linux", en homenaje al realizador de cine animado argentino Quirino Cristiani. Este no es el primer homenaje que se le hace al recién mencionado: el día de la animación argentina se celebra el 9 de noviembre, en conmemoración al estreno de "El Apóstol", el primer largometraje animado de la historia, realizado por él.

## Sus autores
Quirinux se actualiza en comunidad, bajo la dirección de Charlie Martínez, integrador de la distribución y desarrollador de algunas de las aplicaciones que se incluyen en la misma. Gracias a la adopción de la licencia GPL, los avances programados para Quirinux son implementados luego en otros proyectos como Etertics, TupiTube (Software de animación procedente de Colombia) y foo2zj (controladores libres para impresoras) y viceversa.   

## Distribuciones parecidas
Aunque aplicaciones específicas para el cine animado, como Storyboarder y OpenToonz, sólo pueden encontrarse preinstaladas en Quirinux, existen distribuciones GNU/Linux enfocadas a la creación multimedia que comparten algunos otros programas de uso habitual en el rubro como GIMP y Ardour:
- Ubuntu Studio
- ArtisX[25]
- AV Linux
- Fedora Design Suite
- io GNU/Linux[26]

## Diseño y características
Quirinux es un sistema operativo Debian pre-instalado que se distribuye junto con asistentes de configuración programados por su desarrollador, además de un conjunto de aplicaciones seleccionadas, probadas y pre instaladas que sirven al desarrollo de películas de cine animado.
La interfaz gráfica adoptada por Quirinux de manera oficial es el escritorio XFCE con servidor gráfico XORG. El tema de gestor de ventanas e íconos por defecto se llama "Spartan" y está inspirado -en parte- en Microsoft Windows 3.1 aunque ofrece asistentes para configurar dos temas adicionales: Mac4Debian -inspirado en Mac OS- y Qogir-light, un tema moderno más parecido al de las demás distribuciones de Linux. El espacio de trabajo de los programas viene preconfigurado para asemejarse a sus alternativas de software privativo.
Su menú de inicio presenta una lista de categorías poco convencional:
Accesorios
- Calculadora – Calculadora simple y científica
- Cuentagotas de color – Seleccionar color en pantalla.
- KolourPaint – Similar a Paint
- Mapa de caracteres – Copiar caracteres especiales
- Mousepad – Un bloc de notas
- Recortes – Capturar pantalla (pantallazo)
- Regla para la pantalla – Medir pixeles
- Visor de CSV – Abrir mediciones de Animation Timer (**)
- X-Kill – Terminar programas que no responden
- Tipografías – Ver tipografías de tu sistema (*)
- Visualizador de tipografías – Previsualizar tipografias (*)
- Gestor de tipografías – Gestionar tipos de letra (*)
- Birdfont – Crear y editar tipografías (*)
- VirtualBox – Virtualizar otros sistemas operativos (*)
- QRCreator – Creador de códigos QR (*)

Escaneo e imprenta
- Configuración de impresión - Configurar impresoras
- HP Detect - Detectar escáneres e impresoras HP
- Simple Scan - Escáner sencillo de documentos
- Skanlite - Programa profesional para escáneres
- XSane, programa de escaneo
- Ultimaker Cura - Impresión 3D (*)

Preproducción
- Kit Scenarist – Editor completo para guionistas
- Storyboarder – Storyboard y animatics
- Calligra Plan – Gestión de proyectos (*)
- Calligra PlanWork – Paquetes de trabajo de Calligra Plan (*)

Herramientas para PDF
- Atril – Visor de PDF
- Compresor PDF – Reducir el peso de un PDF (**)
- Autofirma – Firmar PDF (*)
- PDF Arranger – Mezclar, reordenar, dividir, recortar PDF (*)
- PDF Export – Convertir PDF a .odt, doc y .docx (*)

Internet y comunicaciones
- Firefox – Navegar por la web
- Jitsi  – Opción libre a Zoom (*)
- WebApp Manager – Ejecutar sitios web como aplicaciones (*)
- qBitTorrent – Compartir archivos (*)

Oficina
- LibreOffice Calc – Hoja de cálculo similar a Excel (*)
- LibreOffice Impress – Presentaciones similar a Power Point (*)
- LibreOffice Write – Procesador de texto similar a Word (*)

Tinta y color
- AzPainter – Herramienta de dibujo, similar a Paint Tool Sai
- GIMP – Editor gráfico similar a Adobe Photoshop (RGB)
- Inkscape – Editor vectorial estilo Illustrator
- KolourPaint – Similar a Paint
- Krita – Dibujo y pintura compatible con CMYK
- MyPaint – Pintura digital similar a ArtRage
- PikoPixel – Editor de imágenes de pixel-art

Laboratorio fotográfico
- Converseen – Convertir lotes de imágenes
- Darktable – Revelado RAW, ideal para paisajes
- DisplayCAL – Calibrar pantalla y perfiles de color
- Entangle – Controlar cámara DSLR
- Guvcview – Configurar cámara web
- Imagine – Reducir fotos de manera sencilla
- RawTherapee – Revelar RAW, ideal para tonos de piel
- Shotwell – Organizar tus fotos.
- digiKam – Organizador profesional de fotografías (*)

Estudio de animación
- Animation Timer – Cronómetro para animación (**)
- Blender – Animación 2D, 3D y 2 y 1/2D
- Boats Animator – Animación stopmotion simple con cámara web
- Enve – Alternativa a After Effects para motion graphics simple
- Hugin Panorama Creator – Unir imágenes para fondos anchos
- Pencil2D – Animación cuadro a cuadro estilo Flash 8
- Synfig  – Animación cut-out digital
- Tahoma2D – Animación 2D Digital y Stop Motion (Webcam/DSLR)
- TupiTube – Dibujos animados y stop-motion (Webcam)
- Huayra Motion – Stop Motion escolar (Webcam) (*)
- Sweet Home 3D – Útil para escenarios (*)

Taller de sonido
- Audacity – Editor de audio similar a Adobe Audition
- Ardour – Editor de audio profesional similar a Pro Tools
- Plugins Calf – Similares a Waves
- Mixer – Controles de volumen del sistema
- VLC – Reproductor multimedia
- Hydrogen – Caja de ritmos y plugins adicionales (*)
- Mixxx – Interfaz digital para DJ (*)
- LMMS – Secuenciador musical  (*)

Montaje y edición de video
- Grabar escritorio – Grabar video y audio del escritorio
- Kdenlive – Editor de video similar a Adobe Premier
- MystiQ Video Converter – Convertir archivos multimedia
- VLC – Reproductor multimedia
- Aegisub – Editor de subtítulos (*)
- Handbrake – Transcodificar DVD, Blurray y otros (*)
- Natron – Compositor digital y FX, alternativa a After Effects (*)
- OBS Studio – Streaming y estudio de televisión (*)

Gestión de archivos
- Administrador de archivos – Explorar ficheros y directorios
- Cambio de nombre en masa – Renombrar múltiples archivos
- Catfish – Buscador de ficheros
- Converseen – Convertir lotes de imágenes
- Engrampa – Comprimir y descomprimir zip, rar, tar, 7z y otros

Grabación en medios extraíbles
- XFburn – Crear un CD de audio o un disco de datos
- DevedeNG – Crear DVD, DivX y Video CD (*)
- Etcher – Crear prendrive booteable a partir de ISO (*)

Enseñanza virtual
- OpenBoard – Pizarra interactiva
- Screenkey – Muestra en pantalla las teclas que pulsas
- Peek – Grabar pequeños GIF animados desde la pantalla (*)
- Grabar escritorio – Grabar video y audio del escritorio (*)

Programación
- Renpy – Crear novelas gráficas interactivas
- Belle – Crear aventuras gráficas (*)
- Gdevelop – Editor para crear videojuegos (*)
- GB Studio – Creador visual de juegos retro (*)
- Godot – Crear videojuegos 2D, 3D y aplicaciones (*)

Juegos
- Emilia Pinball – Pinball 3D (*)
- KNetWalk – Juego de estrategia (*)
- KPatience – Juego de cartas solitario (*)
- Xdemineur – Clásico juego buscaminas (*)

Configuración del sistema
- Accesibilidad – Opciones de accesibilidad
- Acerca de mí – Tu imagen y datos de perfil
- Administración de disco – Montar y desmontar sistemas de ficheros
- Administrador de configuración – Panel de control
- Administrador de energía – Administrar de energía
- Ajustes del gestor de ventanas – Ajuste fino del gestor de ventanas
- Apariencia – Personaliza la apariencia de tu escritorio
- Áreas de trabajo – Disposición, nombres y márgenes
- Asistente Quirinux – Configurar idioma, tema, etc (**)
- Audioconfig – Habilitar o deshabilitar el audio Intel integrado.(**)
- Bluetooth Config – Instala o desinstala bluetooth (**)
- Calibrate Touchscreen – Calibrar pantalla táctil
- Configurar administrador de archivos – Modificar preferencias
- Configurar GIMP – Modifica el aspecto y los atajos de teclado (**)
- Configurar redes – Configuración de red avanzada
- Contraseña – Cambio de tu contraseña de ingreso
- Cortafuegos – Configurar el nivel de seguridad
- DisplayCAL – Calibrar pantalla y perfiles de color
- Editor de tipos MIME – Aplicaciones asociadas con tipos MIME
- Escritorio – Cambiar el fondo del escritorio
- Estilos – Selector de temas de escritorio de Quirinux (**)
- Firmware – Instalar controladores privativos
- Flatpak-Config – Activar o desactivar Flatpak (**)
- Fuentes más grandes – Aumentar el tamaño de fuente del escritorio
- Fuentes más pequeñas – Reducir el tamaño de fuente del escritorio
- Gestor de ventanas – Apariencia de las ventanas
- GParted – Crear, reorganizar y eliminar particiones
- Guvcview – Configurar la cámara web
- Hora y fecha – Cambiar hora, fecha y zona horaria
- Huion Tablet – Controlador de tableta gráfica
- Instalar Software Recomendado – Usar solo en instalación en Disco (**)
- Notificaciones – Personalizar notificaciones del sistema

Mantenimiento y limpieza
- Administrador de tareas – Monitorizar los recursos del sistema
- Analizador de uso de disco – Espacio en uso y disponible en disco
- Bleachbit – Limpiar y liberar espacio similar a CCleaner
- Centro de Software – Instalar más programas
- Hardinfo – Mostrar información del sistema
- Stacer– Optimizción del sistema y monitoreo
- Timeshift – Puntos de restauración del sistema
- VIsor de los sensores – Muestra los valores de los sensores

(*) Programas no disponibles en modo live aunque presentes en script de post instalación "Instalar Software Recomendado".
(**) Programas creados por el desarrollador de Quirinux.

## Instalación

### Requisitos
Quirinux 2.0 funciona en ordenadores con procesador PC o Mac con procesador Intel de 64 bits.
| Requisitos mínimos | Requisitos recomendados |
| ------------------ | ----------------------- |
| Pendrive 4 GB USB  | Pendrive 4 GB USB 3.0   |
| Procesador 64 Bits | Intel Core Serie ‘i’    |
| 15 GB Disco HDD    | 20 GB Disco SSD         |
| 2 GB RAM           | 8 GB RAM o más          |

### Imágenes ISO y versiones
Las imágenes ISO Oficiales son de soporte largo extendido y se pueden descargar desde el sitio oficial dónde, a su vez, se van liberando nuevas actualizaciones parciales optativas con mejoras y sugerencias hechas por la comunidad y actualizaciones sugeridas por su desarrollador. 
La versión más antigua que se puede encontrar en Internet es la 1.2 ,alojada en Archive.org.
La versión más actual y disponible es la 2.0 Estable. Fue lanzada en 2024, el 10 de noviembre: fecha que su autor eligió por ser este el "Día de la animación argentina". 